# Supercar (série télévisée)
Pour les articles homonymes, voir Supercar.
Supercar est une série télévisée britannique en 39 épisodes de 25 minutes en noir-et-blanc créée par Sylvia et Gerry Anderson et diffusée entre le 28 janvier 1961 et le 29 avril 1962 sur ATV.
En France, la série a été diffusée dans les années 1960 sur l'ORTF.

## Synopsis
Supercar est un engin qui peut naviguer dans les airs, sous l'eau et sur terre. Il est piloté par Mike Mercury, un aventurier qui traverse le globe. L'appareil a été créé par le professeur Rudolph Popkiss et le docteur Horatio Beaker. Mike voyage souvent avec un orphelin, Jimmy Gibson, et un petit singe, Mitch, qui leur sert de mascotte.

## Distribution (voix originales)
- David Graham : Docteur Horatio Beaker / Mitch
- Graydon Gould : Mike Mercury
- Gerry Anderson : Jimmy Gibson
- George Murcell : Professeur Rudolph Popkiss

## Épisodes

### Première saison (1961)
1. Rescue
2. Amazonian Adventure
3. The Talisman of Sargon
4. False Alarm
5. What Goes Up
6. Keep It Cool
7. Grounded
8. Jungle Hazard
9. High Tension
10. A Little Art
11. Island Incident
12. Ice-Fall
13. The Tracking of Masterspy
14. Phantom Piper
15. Deep Seven
16. Pirate Plunder
17. Flight of Fancy
18. Hostage
19. The Sunken Temple
20. Trapped in the Depths
21. Crash Landing
22. Dragon of Ho Meng
23. The Lost City
24. The Magic Carpet
25. The White Line
26. Supercar Take One

### Deuxième saison (1962)
1. The Runaway Train
2. Precious Cargo
3. Operation Superstork
4. Hi-Jack
5. Calling Charlie Queen
6. Space for Mitch
7. The Sky's the Limit
8. 70-B-Lo
9. Atomic Witch Hunt
10. Jail Break
11. The Day That Time Stood Still
12. Transatlantic Cable
13. King Cool

## DVD
- Royaume-Uni :

La série est sortie chez Network.
- Gerry Anderson's Supercar The Complete Series (Coffret 7 DVD) (39 épisodes) sorti le 15 septembre 2009. Le ratio écran est en 1.33:1 plein écran 4:3 en audio mono sans sous-titres. En suppléments : Documentaire Full Boost Vertical - The Supercar Story, commentaires audio de Gerry Anderson sur deux épisodes, PDF Supercar Annuals 1962/1963, Supercar Storybook PDF, Arrières plans avec et sans effets visuels, galerie de croquis de production, spots tv, crédits finaux en français et espagnols. Il s'agit d'une édition Zone 2 Pal. (ASIN B002P91CSS)
- États-Unis :

La série est sortie chez A&E Home Vidéo.
- Supercar The Complete Series (Coffret 5 DVD) (39 épisodes) sorti le 27 mai 2003. Les caractéristiques techniques et les suppléments sont identiques à l'édition anglaise de Network sortie en 2009. Il s'agit d'une édition Zone 1 NTSC. (ASIN B00008PHCX)
La série est sortie chez Timeless Media.
- The Gerry Anderson Collection : Supercar The Complete Series (Coffret 5 DVD) (39 épisodes) sorti le 12 mai 2015. Identique au coffret de A&E Home Vidéo. Il s'agit d'une édition Zone 1 NTSC. (ASIN B00TJ30AK4)